# Trimma griffithsi
Trimma griffithsi és una espècie de peix de la família dels gòbids i de l'ordre dels perciformes.

## Morfologia
- Els mascles poden assolir 3 cm de longitud total.[3][4]

## Hàbitat
És un peix marí de clima tropical que viu entre 25-32 m de fondària.

## Distribució geogràfica
Es troba a l'Índic i a l'oest del Pacífic.